# Zbigniew Kapała
Zbigniew Kapała (ur. w 1949, zm. 8 czerwca 2016 w Chorzowie) – polski historyk związany z Chorzowem oraz Górnym Śląskiem.

## Życiorys
Był pracownikiem Śląskiego Instytutu Naukowego w Katowicach oraz Muzeum Górnośląskiego w Bytomiu. W 1994 roku uzyskał stopień doktora nauk historycznych na Uniwersytecie Wrocławskim. W latach 1997–2013 był redaktorem naczelnym rocznika „Zeszyty Chorzowskie”, wydawanego przez Muzeum w Chorzowie. Był również redaktorem naukowym „Rocznika Świętochłowickiego” oraz wydawnictw Muzeum Górnośląskiego. Od 2007 roku kierował zespołem redakcyjnym „Chorzowskiego Słownika Biograficznego”. Był organizatorem Ogólnopolskich Seminariów Historyków Powstań Śląskich i Plebiscytu oraz licznych konferencji i sesji naukowych.

Za swą działalność był wielokrotnie odznaczany i nagradzany, m.in. Srebrnym Medalem Opiekuna Miejsc Pamięci Narodowej (1989), Złotą Odznaką Honorową Instytutu Śląskiego (1997), nagrodą Prezydenta Miasta Chorzów w Dziedzinie Kultury (2002), Brązowym „Medalem za zasługi dla obronności kraju” (2013) oraz odznaką honorową „Zasłużony dla Kultury Polskiej” (2012).
Został pochowany na cmentarzu komunalnym przy ul. Lipowej w Górze.

## Wybrane publikacje i redakcje
- Harcerze śląscy: 1939–1945 (Bytom 1991)
- Ślązacy i Zagłębiacy w walkach Polskich Sił Zbrojnych na obczyźnie (Bytom 1992)
- Chorzowianie w II wojnie światowej (Chorzów 1996, red.)
- Górny Śląsk po podziale w 1922 roku: co Polska, a co Niemcy dały mieszkańcom tej ziemi ? (Bytom 1997, red.)
- Wojskowa służba śląskich duchownych w latach 1918-1980 (Katowice 1999)
- Friedrich Wilhelm von Reden i jego czasy (Chorzów 2002, red.)
- Kościoły i związki wyznaniowe a konflikt polsko-niemiecki na Górnym Śląsku w latach 1919–1921 (Bytom-Katowice 2005, red.)